# Cayeux-sur-Mer
Cayeux-sur-Mer là một xã ở tỉnh Somme, vùng Hauts-de-France, Pháp.
Đây là một xã bên biển, tọa lạc trên đường D102, khoảng 14 dặm Anh về phía tây bắc của Abbeville.

## Dân số
| 1962                                                           | 1968 | 1975 | 1982 | 1990 | 1999 |
| -------------------------------------------------------------- | ---- | ---- | ---- | ---- | ---- |
| 2724                                                           | 2750 | 2862 | 2649 | 2856 | 2781 |
| Số liệu điều tra dân số từ năm 1962, dân số không tính hai lần |      |      |      |      |      |